# Dybäcksån
Dybäcksån är ett vattendrag i Skurups kommun i södra Skåne. Ån är cirka 20 kilometer lång och rinner upp i Näsbyholmssjön väster om Skurup och mynnar i Östersjön vid Hörte, cirka två kilometer sydost om Dybäcks säteri. Vid Låremölla bildar Dybäcksån ett vattenfall, i vilket människohand byggt en stentrappa.[källa behövs]